# Жибурн
Жибурн (фр. Gibourne) насеље је и општина у западној Француској у региону Поату-Шарант, у департману Приморски Шарант која припада префектури Сен Жан д'Анжели.
По подацима из 2011. године у општини је живело 118 становника, а густина насељености је износила 10,73 становника/km². Општина се простире на површини од 11 km². Налази се на средњој надморској висини од 101 метар (максималној 107 m, а минималној 53 m).

## Демографија
| 1962. | 1968. | 1975. | 1982. | 1990. | 1999. | 2011. |
| ----- | ----- | ----- | ----- | ----- | ----- | ----- |
| 156   | 168   | 157   | 138   | 138   | 118   | 118   |

График промене броја становника у току последњих година